# Zhen Zhao
Zhen Zhao est une danseuse et chanteuse d'origine chinoise, née le 6 octobre 1979 dans la province de Hunan et domiciliée à Pékin. Elle enseigne le flamenco.

## Biographie
Connue en Espagne sous le nom de « Perlita de Hunan » (La perle du Hunan), Mari-Zhen, est la première danseuse chinoise professionnelle de flamenco.
Elle voyage dans le sud de l'Espagne afin d'étudier avec de grands professeurs dont Mathilde Coral, Merche Esmeralda, Rosario Montoya Manzano (appelée La Farruca) ou encore Andres Marin et Rosario Toledo.
C'est en suivant des cours à l'école d'art flamenco La Fundacion de Cristina Heeren, dont elle est diplômée, qu'elle peut étudier à Séville aux côtés de prestigieux artistes tels que Calixto Sanchez (es), Jose de la Tomasa, Francisco José Arcángel Ramos (es) ou encore Paco Toranto.
Zhao Zhen devient la première chinoise à chanter et danser le flamenco en Espagne, suscitant l’intérêt des plus grandes télévisions espagnoles.
Sa première compagnie, La Soleria est fondée en 2007 à Lyon. Zhen donne une série de spectacles et de concerts en Europe et en Chine et devient la même année professeur de Flamenco.
L'enseignante dispense une série de master class à Guanzhou, Shanghai et Hong Kong mais aussi des conférences à l'Université de Pékin ainsi qu'au Centre national des arts du spectacle.
Puis elle décide de fonder une école de flamenco à Beijin où elle enseigne des disciplines artistiques telles que la danse, le chant et la guitare.
Elle chorégraphie également différentes pièces de théâtre et spectacles de danse.